# فروی ایکرز (ویرجینیای غربی)
فروی ایکرز (به انگلیسی: Fairway Acres) یک منطقهٔ مسکونی در ایالات متحده آمریکا است که در شهرستان وود، ویرجینیای غربی واقع شده‌است. فروی ایکرز ۱۸۵٫۰۲ متر بالاتر از سطح دریا واقع شده‌است.